# Paragenese

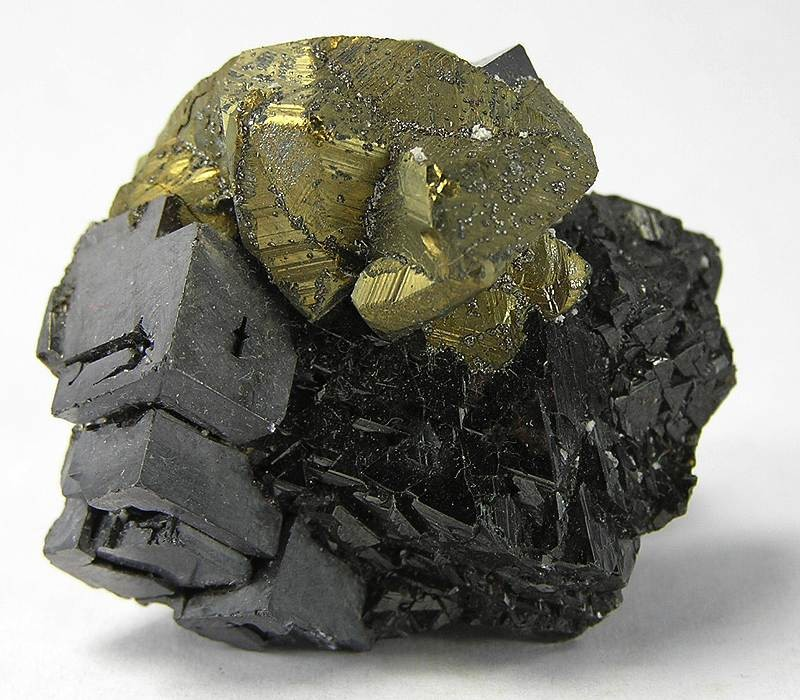
Charakteristische Paragenese von Galenit (grau), Chalkopyrit (goldfarben) und Sphalerit (schwarz)

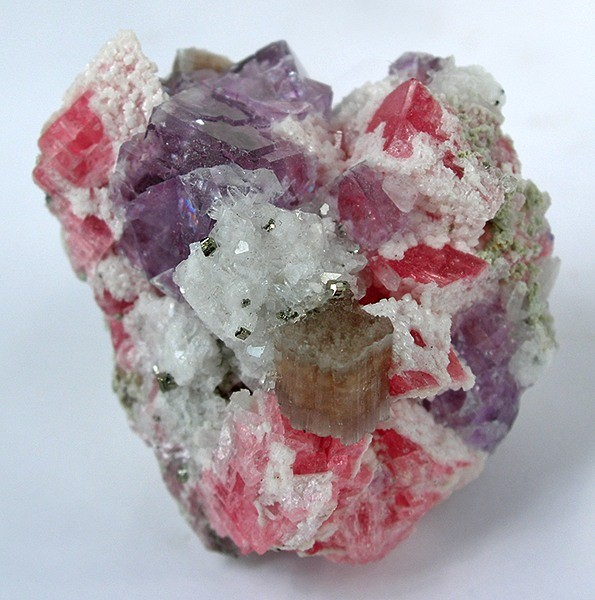
Paragenese aus Rhodochrosit, Apatit (bräunlich), Fluorit (violett), Quarz (farblos) und einigen winzigen Pyritwürfeln aus Cangwu, China

Als Paragenese (nach griechisch para: neben, und genesis: Entstehung) bezeichnet man die charakteristische Vergesellschaftung verschiedener Mineralien an ihrem Bildungsort, abhängig von den dort herrschenden physikalischen und chemischen Bedingungen. Der Begriff wurde 1849 von August Breithaupt eingeführt. Dabei ist die Bildung nicht beschränkt auf das Auskristallisieren aus einer Schmelze oder einer mineralisierenden Lösung, sondern es sind auch Prozesse wie Metamorphose, Diagenese von Sediment und Verwitterung von Gestein, die zu spezifischen Paragenesen führen. Da nur sehr wenige Minerale alleine, die meisten jedoch in entsprechender Vergesellschaftung vorkommen, ist die Paragenese sowohl in der Lagerstättenkunde als auch bei der Identifikation von Mineralien und den daraus aufgebauten Gesteinen wichtig.
So lässt sich etwa beim Vorhandensein von Quarz (SiO2) in einem Gestein das Vorkommen von Olivin ((Mg, Fe)2[SiO4]) oder den Feldspatvertretern Leucit (K[AlSi2O6]) und Nephelin (Na[AlSiO4]) ausschließen, da Quarz für eine SiO2-Übersättigung steht. Er tritt daher vorwiegend in Paragenese mit den in den Bildungsbedingungen ähnlichen Mineralen Andalusit, Kyanit, Muskovit und Staurolith auf. Die ebenfalls meist gemeinsam auftretenden Minerale Olivin, Nephelin und Leucit stehen hingegen für eine SiO2-Untersättigung, die auch andere Mafische Minerale wie unter anderem Amphibole und Pyroxene brauchen. 
Ein weiteres Beispiel für eine typische Paragenese sind die Minerale Galenit (Bleiglanz, PbS), Sphalerit (Zinkblende, ZnS) und Chalkopyrit (Kupferkies, CuFeS2), die in der Regel zusammen auftreten (Bildung in hydrothermalen Gängen). Man bezeichnet daher Sphalerit und Chalkopyrit auch als Parageneseminerale oder Begleitminerale von Galenit.
Wenn man nicht die Vergesellschaftung bestimmter Minerale betrachtet, sondern nur einiger ihrer chemischen Komponenten, spricht man auch von Elementparagenese oder Elementvergesellschaftung.